# 2. Mojzesova knjiga
2. Mojzesova knjiga (hebrejsko שְׁמוֹת, latinizirano: Shemot, dob. 'Imena'; latinsko Exodus, dob. 'Eksodus'; kratica 2 Mz) je druga knjiga Stare zaveze. Knjigo sestavlja 40 poglavij.

## Vsebina
2. Mojzesova knjiga se začne s spiskom Izraelovih sinov, ki so prišli v Egipt. Ko Jožef in njegovi bratje umrejo, zavlada nad Egiptom nov kralj, ki prisili Izraelce v sužnost. Zaradi narastka izraelskega prebivalstva se faraon odloči pomorit vse njihove moške novorojence. Ko se rodi Mojzes, ga njegova mati skrbno skriva, naposled pa ga položi v košaro iz papirusa in ga spusti po reki Nil. Najde ga faraonova hči, kateri se zasmili in ga posvoji. 
Ko Mojzes odraste, vidi stisko svojega ljudstva. V jezi ubije egipčana, ki je pretepal njegovega rojaka. Stvar se razve in Mojzes mora v strahu za svoje življenje zbežati iz Egipta. Naseli se v Midjánu, kjer se tudi oženi s Cipóro.

Čez mnogo let mu med pasenjem drobnice ena ovca uide. Ko jo Mojzes poskuša najti, zagleda goreči grm, ki ne ugasne. Tam se mu Bog razodene s svojim Imenom in ga pošlje nazaj v Egipt, kjer naj bi izpeljal svoje ljudstvo v obljubljeno deželo.
 Mojzes se te vloge sprva brani, naposled pa uboga. Gre v Egipt, kjer mu pomaga njegov brat Aron. Večkrat gre prosit faraona, naj izpusti njegovo ljudstvo, a ta ga vedno znova zavrne. Bog zaradi tega udari Egipt z desetimi nadlogami. Pred zadnjo nadlogo Bog naroči Izraelcem, naj pomažejo podboje svojih vrat z jagnjetovo krvjo, da jih nadloga ne zadene. To noč Bog naroči praznovati kot praznik Pashe vsako leto ob tem času.

Ko mine ta nadloga jih faraon končno izpusti na prostost. Ves Izrael nato krene proti obljubljeni deželi. Po puščavi jih vodi sam Bog, podnevi v dimnem, ponoči pa v ognjenem stebru. Ko so na poti, faraon začne obžalovati svojo odločitev, zato se z vojsko zapodi za njimi. Izraelce dohiti, ko so ti ob obrežju Rdečega morja. Tu Bog prek Mojzesa izvede enega najbolj ikoničnih čudežev celotnega Svetega Pisma. Rdeče morje prepolovi, da lahko Izraelci po suhem prečkajo po sredi. Ko pa to poskusijo tudi Egipčani, se morje vrne v svoj prvoten položaj in jih tako pokonča. Sledi še mnogo čudežev; Bog daje svojemu ljudstvu vode in mane, nato pa tudi prepelice za hrano. 
Ko Izraelci pridejo do gore Sinaj, gre Mojzes sam na goro, kjer Bog z njim in s svojim ljudstvom sklene zavezo. Na dve kamniti plošči napiše znamenitih Deset Božjih zapovedi. Dalje mu naroči mnogo drugih zapovedi, kot so zapovedi o: žrtvenem oltarju, sužnjih, smrtni kazni, kraji, sobotnem letu, letnih praznikih in mnogo raznih moralnih zakonov. Podrobno so opisana tudi navodila o sestavi shodnega šotora, z vsemi njegovimi zahtevami in pripravami. Mojzes je bil na gori 40 dni. Do časa ko se je vrnil, pa se je ljudstvo spridilo in si naredilo ulito podobo teleta za svojega posrednika z Bogom, saj niso vedeli kaj se je zgodilo z Mojzesom. Ko Mojzes to vidi, se silno razburi, vname pa se tudi Božja jeza, zaradi katere umre mnogo ljudi. Mojzes razbije tabli z 10. zapovedmi, zlato podobo pa zdrobi v prah in ga da piti ljudstvu.
Ko Bog ponovno spregovori z Mojzesom mu naroča, naj popelje ljudstvo v obljubljeno deželo. Ponovno mu na dve kamniti plošči vpiše deset zapovedi in z njim obnovi zavezo. Knjiga se konča z raznimi zapovedmi, ki jih Bog da svojemu ljudstvu.
- Deset Božjih zapovedi
- Ilustracija prve plošče 10. zapovedi. (Skrajšana oblika) 2 Mz 20:2-11
- Ilustracija druge plošče 10. zapovedi. (Skrajšana oblika) 2 Mz 20:12-17